# HD 170469
HD 170469 — звезда, которая находится в созвездии Змееносец на расстоянии около 212 световых лет от нас. Вокруг звезды обращается, как минимум, одна планета.

## Характеристики
HD 170469 представляет собой жёлтый субгигант с массой и радиусом, равными 1,14 и 1,22 солнечных соответственно. Температура поверхности звезды составляет около 5810 кельвин. Возраст звезды оценивается приблизительно в 6,7 миллиардов лет.

## Планетная система
В 2007 году группой астрономов из консорциума N2K во главе с Деброй Фишер было объявлено об открытии планеты HD 170469 b в системе. Это типичный газовый гигант, обращающийся на расстоянии 2,24 а. е. от родительской звезды. Масса планеты равна 0,67 массы Юпитера. Открытие было совершено методом Доплера.